# استیو ساویدان
استیو ساویدان (فرانسوی: Steve Savidan‎؛ زادهٔ ۲۹ ژوئن ۱۹۷۸) بازیکن سابق فوتبال اهل فرانسه است.
از باشگاه‌هایی که در آن بازی کرده‌است می‌توان به باشگاه فوتبال آژاکسیو، باشگاه فوتبال والنسین، باشگاه فوتبال کان، باشگاه فوتبال آنژه، و باشگاه فوتبال آنژه، اشاره کرد.
وی همچنین در تیم ملی فوتبال فرانسه بازی کرده‌است.